# Post prandium aut stabis aut lente deambulabis
La locuzione latina Post prandium aut stabis aut lente deambulabis, anche conosciuta con Post prandium aut stare aut lento pede deambulare, tradotta letteralmente, significa dopo il pranzo o stai in piedi o passeggia lentamente (Scuola medica salernitana - Regimen Sanitatis Salernitanum).
Lo sforzo fisico e mentale sottrae, in caso di eccessiva attività muscolare o cerebrale abbondanti, sangue allo stomaco e all'intestino, riducendone notevolmente l'attività.